# 罗纳德·奎莫伊
罗纳德·切博莱伊·奎莫伊（1995年9月19日—），肯尼亚男子田径运动员，2014年非洲田径锦标赛男子1500米铜牌得主、2014年英联邦运动会男子1500米银牌得主、2024年夏季奥林匹克运动会男子5000米银牌得主。